# Vilhjálmur Einarsson
Vilhjálmur Einarsson (Reyðarfjörður, 4 juni 1934 – Reykjavik, 28 december 2019) was een IJslandse atleet. Hij was de eerste IJslander die een medaille won op de Olympische Spelen.

## Loopbaan
Vilhjálmur Einarsson groeide op in het Oost-IJslandse vissersdorpje Reyðarfjörður als zoon van Einar Stefánsson en Sigríður Vilhjálmsdóttir.
Zijn beste prestatie behaalde hij in 1956 door zilver te winnen bij het hink-stap-springen op de Olympische Spelen van 1956 in Melbourne. Met 16,24 m eindigde hij achter de Braziliaan Adhemar da Silva (goud) en voor de Rus Vitold Kreyer (brons). Een jaar later werd hij wederom verslagen door Adhemar da Silva tijdens de World Student Games en moest weer genoegen nemen met het zilver. Het verschil bedroeg slechts 2 cm.
In 1958 won hij in Stockholm een bronzen medaille op de Europese kampioenschappen in Stockholm. Met 16,00 eindigde hij achter zowel de Pool Józef Szmidt (16,43) als de Rus Oleg Ryakhovskiy (16,02).
Zijn zoon Einar Vilhjálmsson nam ook driemaal (1984, 1988 en 1992) deel aan de Olympische Spelen bij het speerwerpen.

## Persoonlijke records
| Onderdeel          | Prestatie    | Datum           | Plaats    |
| ------------------ | ------------ | --------------- | --------- |
| verspringen        | 7,46 m       | 1957            |           |
| hink-stap-springen | 16,70 m (NR) | 7 augustus 1960 | Reykjavik |

## Palmares

### hink-stap-springen
- 1956:  OS - 16,26 m
- 1957:  World Student Games - 15,90 m
- 1958:  EK - 16,00 m
- 1961:  Nordic kamp. - 15,34 m

- World Athletics: 14355662
- Library of Congress Control Number: n2010040553
- Virtual International Authority File: 122337186
- WorldCat: E39PBJtCyrdwKfpbY7DHyWmKh3